# العلاقات الأنغولية الجنوب سودانية
العلاقات الأنغولية الجنوب سودانية هي العلاقات الثنائية التي تجمع بين أنغولا وجنوب السودان.

## مقارنة بين البلدين
هذه مقارنة عامة ومرجعية للدولتين:
| وجه المقارنة                                              | أنغولا           | جنوب السودان                  |
| --------------------------------------------------------- | ---------------- | ----------------------------- |
| المساحة (كم2)                                             | 1.25 مليون       | 619.75 ألف                    |
| عدد السكان (نسمة)                                         | 29.78 مليون      | 12.58 مليون                   |
| الكثافة السكانية (ن./كم²)                                 | 23.82            | 20.3                          |
| العاصمة                                                   | لواندا           | جوبا                          |
| اللغة الرسمية                                             | اللغة البرتغالية | لغة إنجليزية                  |
| العملة                                                    | كوانزا أنغولي    | جنيه جنوب سوداني، جنيه سوداني |
| الناتج المحلي الإجمالي (بليون دولار)                      | 124.21 مليار     | 2.90 مليار                    |
| الناتج المحلي الإجمالي (تعادل القوة الشرائية) بليون دولار | 184.83 مليار     | 22.88 مليار                   |
| الناتج المحلي الإجمالي الاسمي للفرد دولار أمريكي          | 4.10 ألف         | 73                            |
| الناتج المحلي الإجمالي للفرد دولار أمريكي                 |                  | 2.02 ألف                      |
| مؤشر التنمية البشرية                                      | 0.533            | 0.467                         |
| رمز المكالمات الدولي                                      | +244             | +211                          |
| رمز الإنترنت                                              | .ao              | .ss                           |
| المنطقة الزمنية                                           | ت ع م+01:00      | ت ع م+03:00                   |

## منظمات دولية مشتركة
يشترك البلدان في عضوية مجموعة من المنظمات الدولية، منها:
| علم المنظمة | اسم المنظمة                        | تاريخ انضمام أنغولا | تاريخ انضمام جنوب السودان |
| ----------- | ---------------------------------- | ------------------- | ------------------------- |
|             | الاتحاد الأفريقي                   | 11 فبراير 1979      | ?                         |
|             | مؤسسة التنمية الدولية              | 19 سبتمبر 1989      | 18 أبريل 2012             |
|             | البنك الإفريقي للتنمية             | ?                   | ?                         |
|             | منظمة الشرطة الجنائية الدولية      | ?                   | ?                         |
|             | الأمم المتحدة                      | 1 ديسمبر 1976       | 14 يوليو 2011             |
|             | البنك الدولي للإنشاء والتعمير      | 19 سبتمبر 1989      | 18 أبريل 2012             |
|             | يونسكو                             | 11 مارس 1977        | 27 أكتوبر 2011            |
|             | وكالة ضمان الاستثمار متعدد الأطراف | 19 سبتمبر 1989      | 18 أبريل 2012             |
|             | الاتحاد الدولي للاتصالات           | 13 أكتوبر 1976      | 3 أكتوبر 2011             |
|             | مؤسسة التمويل الدولية              | 19 سبتمبر 1989      | 18 أبريل 2012             |
|             | الاتحاد البريدي العالمي            | ?                   | ?                         |

## وصلات خارجية
- موقع وزارة الخارجية الأنغولية
- موقع وزارة الخارجية الجنوب سودانية